# 熱ショックタンパク質
熱ショックタンパク質（ねつショックタンパクしつ、英: Heat Shock Protein、HSP、ヒートショックプロテイン）とは、細胞が熱などのストレス条件下にさらされた際に発現が上昇して細胞を保護するタンパク質の一群であり、分子シャペロンとして機能する。ストレスタンパク質（英: Stress Protein）とも呼ばれる。
それらは最初に熱ショックに関連して説明されていたが、現在では寒さへの曝露、紫外線、創傷治癒または組織リモデリングなどの他のストレスでも発現することが知られている。
HSPが初めて発見されたのは1974年であり、ショウジョウバエの幼虫を高温にさらすとある特定のタンパク質が素早く発現上昇することが、アルフレッド・ティシェールらによって報告された。1980年代半ばになると、分子シャペロン機能を有することや、細胞内タンパク質輸送に関与することなどが認識されるようになった。
HSPはその分子量によって各分子の名前がつけられており、例えばHsp60、70、90はそれぞれ分子量60、70、90kDaのタンパク質である。一方、低分子量タンパク質であるユビキチンは酵素複合体であるプロテアソームを介したタンパク質分解において重要な役割を果たしているが、この分子もまたHSPとしての性質を持つ。
ヒトからバクテリアに至るまで様々な生物種において広く類似した機能を発現することが知られており、そのアミノ酸配列は生物の進化の過程においてよく保存されている。

## 発現誘導

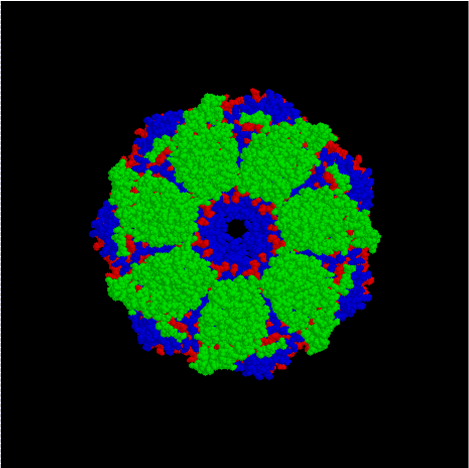
細菌GroES/GroEL複合体のモデル。

HSPの発現は細菌感染や炎症、エタノール、活性酸素、重金属、紫外線、飢餓、低酸素状態などの細胞に対する様々なストレスにより誘導されることが知られている。核内タンパク質である熱ショック転写因子（HSF）はDNA上の熱ショックエレメント（HSE）に結合することによりHSPの発現を制御する転写因子として働くが、熱ストレスによりHSFが誘導される詳細な機構については十分に明らかにされてはいない。

## 機能

### 分子シャペロン機能
リボ核酸（RNA）からの翻訳により生成した新生タンパク質は不安定な状態にある。自由エネルギー的には常に最低の状態にあるわけではなく様々な立体構造をとりうるが、タンパク質はフォールディングと呼ばれる過程を経て安定化する。HSPはこの新生タンパク質に結合することによりタンパク質のフォールディングを制御する分子シャペロンとしての機能を持ち、分子シャペロンの多くはHSPである。高温条件化において変性したタンパク質、あるいは新生タンパク質のうちフォールディングの段階に問題があり、機能できないものなどにはHSPが結合してその処理を行うことが知られている。HSPはこのような高次構造の破壊されたタンパク質の修復およびタンパク質変性の抑制機能を有し、修復が不可能であると判断されたタンパク質はユビキチン化を受け、プロテアソームと呼ばれる酵素複合体へ運搬されて分解を受ける（タンパク質の品質管理）。このフォールディングの段階に異常があり、不良品タンパク質が細胞内に蓄積するとフォールディング病と呼ばれる疾患に陥る。

### タンパク質輸送
Hsp60およびHsp70は細胞質からミトコンドリアや葉緑体への輸送に関与していることが知られている。これらの細胞内小器官に存在するタンパク質のほとんどは核に存在するDNA由来であり、生成したタンパク質を目的の場所へ輸送する機構が必要となる。細胞質で前駆体タンパク質として合成されたタンパク質はHsp70が結合することにより膜透過に適した立体構造に安定に保たれている。

## HSPファミリー
各HSPファミリーの代表的な分子と機能について示した。
| 分子量   | 真正細菌         | 古細菌                        | 真核生物                                                                | 機能 |
| -------- | ---------------- | ----------------------------- | ----------------------------------------------------------------------- | --- |
| 10kDa    | GroES            | Hsp10                         | Hsp10                                                                   | Hsp60（GroEL）の機能を補助するコシャペロンとして働く。                                                                         |
| 20-30kDa | GrpE             | 無し                          | HspBファミリー（例：Hsp27（HspB1））                                    | |
| 40kDa    | DnaJ             | Hsp40（ユリアーキオータのみ） | Hsp40                                                                   | |
| 60kDa    | GroEL            | Hsp60                         | Hsp60                                                                   | タンパク質のフォールディング                                                                                                   |
| 70kDa    | DnaK             | Hsp70（ユリアーキオータのみ） | HspAファミリー（例：Hsp70、Hsc70、Hsp72、Grp78（BiP）、Hsx70、mtHsp70） | タンパク質のフォールディングに関与し、熱に対する耐性を形成させる。タンパク質のミトコンドリアや葉緑体などへの翻訳後輸送に関与。 |
| 90kDa    | HtpG、C62.5      | 無し                          | HspCファミリー（例：Hsp90、Grp94）                                      | ステロイド受容体や転写因子などの機能維持に必要。                                                                               |
| 100kDa   | ClpB、ClpA、ClpX | 無し                          | Hsp104、Hsp110                                                          | 高温に対する耐性形成に関与。                                                                                                   |

### Hsp47ファミリー
Hsp47は、コラーゲン特異的な分子シャペロンとして働き、コラーゲンの産生に必須であることが報告されている。HSP47の発現は、その基質であるコラーゲンと常に相関することが知られている。このような特徴から、コラーゲンの異常な蓄積を主な特徴とする各種線維化疾患において、HSP47の抑制を治療に応用する研究がされている。一方、皮膚の老化現象であるシワにおいては、コラーゲンの産生量が低下しているためHSP47を増やす抗シワ化粧品の研究開発がされている。

### Hsp60ファミリー
Hsp60（GroEL）はHsp10（GroES）と共役してその機能を発現し、アデノシン三リン酸（ATP）を加水分解した際に生じるエネルギーを利用してタンパク質のフォールディングを補助する。

### Hsp70ファミリー
タンパク質が生体膜を透過する際にフォールディングを受けているとかさ高くなり膜の穴を通ることができなくなるためにアンフォールディングされた状態を維持する必要がある。Hsp70ファミリーは膜透過時におけるフォールディングの制御に関与しているが細胞質および核内にはHsp70/Hsc70が、小胞体内にはBiPが、ミトコンドリア内にはmtHsp70がそれぞれ存在してタンパク質の構造を維持している。また、Hsp40はHsp70のコシャペロンとして働くタンパク質として知られる。HSP70は消化管や皮膚など多くの臓器において恒常的に発現していること及び、種々のストレスによってその発現量が増加することが報告されている。また、HSP70は抗細胞死作用や抗炎症作用を持ち、アルコールや紫外線など種々のストレスに対し、細胞を保護することが報告されている。そのため、HSP70誘導剤を医薬品（胃粘膜保護薬など）や化粧品へ応用する研究が行われている。近年、皮膚におけるHSP70の働きが詳細に解析されている。具体的には、皮膚のケラチノサイトにHSP70が増えることで紫外線依存の傷害（細胞死、炎症反応、DNA傷害）が軽減することやメラノサイトにHSP70が増えることでメラニン産生が抑制されること、つまりHSP70がシミ形成を抑制することが報告されている。さらに、皮膚をお風呂で温める事で、HSP70が上昇し、シワ形成が抑制されることも明らかにされている。慶應大学ニュースリリース

### Hsp90ファミリー
Hsp90にはHsp90αとHsp90βというアイソフォームが存在する。Hsp90αとHsp90βはアミノ酸配列の類似性は高いが、刺激に対する応答性は若干異なる。Hsp90は非ストレス環境下においても細胞内発現量が高く、真正細菌や真核生物において広く発現して分子シャペロンとして機能する。例えばHsp90は細胞内において不活性状態のステロイド受容体と複合体を形成していることが知られており、その機能維持を行っている。また、Hsp90は癌の進展との関連が深く、Hsp90阻害剤は抗がん剤として期待されている。
GRP94（Glucose-regulated Protein 94）はHsp100またはエンドプラスミンとも呼ばれ、Hsp90ファミリーに属する分子である。GRP94の合成誘導はBipと同時に行われる。